# 刘铎 (万历进士)
刘铎（16世纪—1626年），字我以，号洞初，江西吉安府安福县人，明朝进士、官员。

## 生平
万历三十四年（1606年）丙午科江西鄉試舉人，四十四年（1616年）丙辰科進士。都察院觀政，授刑部主事，四十七年升山西司员外郎，四十八年升郎中，丁憂歸。天啓五年（1625年）由刑部郎中转为扬州府知府。因愤慨魏忠贤乱政，作诗书僧扇，有“阴霾国事非”句。被魏忠贤得知后，倪文焕唆使魏忠贤将他治罪。刘铎因与魏忠贤之子魏良卿的关系良好而解决此事，不久复旧官。魏良卿问刘鐸：“曩锦衣往逮，索金几何？”曰：“三千金耳。”魏良卿令锦衣卫归还，结果惹怒其人，再度下狱。参将张体诬陷刘铎诅咒魏忠贤。刑部尚书薛贞将他判处死刑，天启六年七月被杀。魏忠贤倒台后，薛贞、张体乾抵罪，崇禎元年追赠刘铎为太仆寺少卿。著有《来复斋集》。

## 家族
女儿刘氏，王蔼妻，幼敏慧过人，学书又学劍，年二十一，丈夫王蔼卒，遗孤文度尚未晬，矢志守节。甲申之乱，有猾将张姓者阳以军需责饷，欲逼刘氏，刘以刃相向曰：“有断头寡妇，无辱身寡妇也！”张乃止。刘祭父亲自为文，又刻父遗集，未竟而卒，时年三十五。子文度为邑庠生，捜其诗文遗藳十馀卷，未及刻而卒。